# Leisel Jonesová
Leisel Marie Jonesová (* 30. srpna 1985, Katherine, Queensland, Austrálie) je australská plavkyně. Je trojnásobnou olympijskou vítězkou a sedminásobnou mistryní světa.

## Sportovní kariéra
Spacializuje se na prsařské tratě. Členkou australské reprezentace je již od patnácti let, když byla součástí národního týmu na "domácí" olympiádě v roce 2000 v Sydney. Tam také v individuálním závodě na 100 metrů prsa a s polohovou štafetou 4 × 100 metrů získala své první olympijské medaile, obě stříbrné. V roce 2001 na mistrovství světa ve Fukouce byla již adeptkou na vítězství, v závodě na 100 metrů skončila druhá za Číňankou Luo Xuejuan, na dvojnásobné trati dohmátla čtvrtá. Také na dalších velkých závodech včetně olympijských her 2004 patřila mezi největší adeptky na vítězství (na aténskou olympiádu v roce 2004 odjížděla jako čerstvá rekormanka na 200 m prsa), pravidelně však s Luo Xuejuan prohrávala. Individuální zlato získala až na mistrovství světa v roce 2005, kde vyhrála prsařskou stovku, dvoustovku a přispěla i ke zlatu australské polohové štafety. Tři zlaté obhájila i na následujícím mistrovství světa v roce 2007. Na olympijských hrách v Pekingu 2008 prohrála jen na dvoustovce s novou hvězdou prsařských tratí – Rebeccou Soniovou z USA. Z posledního mistrovství světa v roce 2001 si přivezla stříbrnou a bronzovou medaili. Díky výbornému a vyrovnanému australskému týmu sbírá pravidelně medaile s polohovou štafetou. Oznámila zájem závodit až do olympijských her v roce 2012. 

V posledním desetiletí patří k nejvýraznějším postavám nejen prsařských tratí ale plavání vůbec, dvakrát byla vyhlášena nejlepší plavkyní světa (podle časopisu Swimming World Magazine).

## Mimořádné úspěchy a ocenění
- světová rekordmanka na 100 metrů prsa (celkem 8x světový rekord – 3xdlouhý bazén, 5x krátký bazén) a 200 metrů prsa (celkem 5x rekord – 3x dlouhý bazén, 2xkrátký bazén)
- vyhlášena nejlepší světovou plavkyní roku 2005, 2006